# Capito
A Capito a madarak (Aves) osztályának harkályalakúak (Piciformes) rendjébe, ezen belül a bajuszosmadárfélék (Capitonidae) családjába tartozó nem.

## Tudnivalók
Ez a madárnem, korábban a tukánfélék (Ramphastidae) családjába, azonban belül pedig a ma már családi szintre emelt Capitoninae alcsaládba volt besorolva.
Ezek a madarak Dél-Amerika esőerdeinek lakói; csak egyikük jutott északabbra, az is csak Panama keleti részéig. Valamivel nagyobbak, mint legközelebbi rokonaik a tarkabajszikák (Eubucco). Eme fajokon belül, észrevehető a nemi kétalakúság. A tömzsi csőrük vége, általában fekete. A tollazat színük fajtól függően nagyon változó; foltokban lehet skarlátvörös, fekete, vörös, narancssárga, sárga és fehér. A legtöbb faj hímjének a háti része részben fekete. Általában magányosan vagy párban figyelhetők meg. Főleg gyümölcsökkel táplálkoznak; azonban étrendjüket ízeltlábúakkal egészítik ki.

## Rendszerezés
A nembe az alábbi 11 faj tartozik:
- Capito auratus (Dumont, 1816)
- Capito aurovirens (Cuvier, 1829)
- Capito brunneipectus Chapman, 1921
- Capito dayi Cherrie, 1916
- Capito fitzpatricki Seeholzer et al., 2012[1] - korábban a C. wallacei alfajának vélték[2]
- fehérhátú borbélymadár (Capito hypoleucus) Salvin, 1897
- Capito maculicoronatus Lawrence, 1861
- pettyeshasú borbélymadár (Capito niger) (Statius Müller, 1776)
- Capito squamatus Salvin, 1876
- Capito quinticolor Elliot, 1865
- Capito wallacei O'Neill et al., 2000

## Fordítás
- Ez a szócikk részben vagy egészben  a   Capito című angol Wikipédia-szócikk ezen változatának fordításán alapul.  Az eredeti cikk szerkesztőit annak laptörténete sorolja fel. Ez a jelzés csupán a megfogalmazás eredetét és a szerzői jogokat jelzi, nem szolgál a cikkben szereplő információk forrásmegjelöléseként.